# Famille Doria
Pour les articles homonymes, voir Doria.
La famille Doria, originellement de Auria (provient de filiis Auriae), signifiant « les fils d'Auria », et ensuite de Oria ou d'Oria, est une des familles patriciennes les plus anciennes et les plus illustres de la République de Gênes.

## Histoire
La légende veut qu’ils soient issus d'Arduin, vicomte de Narbonne, qui passa par Gênes vers 1050 en se rendant à la croisade. Tombé gravement malade, il fut accueilli pour être soigné dans la maison de la veuve  de la famille de Volta. Il tomba amoureux d’une des deux filles de la maison Oria (Orietta)  dont il eut un fils Ansaldo, qui fut surnommé fils d’Oria. Puis viennent Emanuele en 1225, seigneur d’Andorre, et Oberto qui acheta Sanremo.
La famille possédait autrefois la principauté d'Oneille, mais la vendit avec ses environs au duc de Savoie, Emmanuel-Philibert en 1579[réf. nécessaire].

## Personnalités
- Oberto Doria (? - 1295), amiral qui remporta en 1284 la bataille navale de la Meloria qui mit fin à la longue rivalité entre Gênes et Pise en anéantissant la marine de cette dernière
- Lamba Doria (1245–1323), fils d'Oberto et frère de Corrado, amiral qui remporta en 1298 la bataille navale de Curzola contre la flotte vénitienne
- Corrado Doria (1250-1322), fils d'Oberto et frère de Lamba, Capitano della libertà Genovese après la victoire des Gibelins lors des affrontements de 1295 contre les Guelfes[3]
- Paganino Doria, amiral qui remporta en 1354 la bataille navale de Porto-Longo pendant la troisième guerre vénéto-génoise (1350-1355)
- Luciano Doria (?-1379), amiral génois qui combattit les Vénitiens durant la guerre de Chioggia
- Pie Sinibald André Doria-Pamphili, archevêque de Séleucie in partibus infidelium, nonce apostolique auprès du roi de France
- Antonio Doria, amiral de France en 1339
- Pietro Doria (? - ca 1380)
- Andrea Doria (1466-1560)
- Filippo Doria (vers 1475-vers 1553), amiral issu d'une branche cadette qui remporta en 1528 la bataille navale du cap d'Orso contre une flottille espagnole
- Gianettino Doria, neveu d'Andrea
- Nicolò Doria (1525-1592), doge de Gênes en 1579-1581
- Giovanni Andrea Ier Doria (1540-1606)
- Agostino Doria (v.1540-1607), doge de Gênes en 1601-1603
- Andrea II Doria (1570-1612), épouse Giovanna Colonna
- Giovanni Andrea II Doria (1607-1640), vice-roi de Sardaigne, épouse Maria Polissena Landi (1608-1679), princesse de Valditaro et héritière des Landi
- Andrea III Doria (1628-1654)
- Giovanni Andrea III Doria (1653-1737)
- Sinibaldo Doria (1664-1733), grand maître de l'ordre hospitalier du Saint-Esprit en 1721, puis cardinal et archevêque de Bénévent en 1731.
- Andrea Doria (1675-1737), meurt avant son père, épouse (1703) Livia Maria Centurioni
- Giovanni Andrea IV Doria (1705-1764), relève en 1763 le nom de Pamphilj à la suite de son mariage (1671) avec Anna Pamphilj
- Jean-Baptiste Doria, marquis, envoyé de Gênes à Paris, en remplacement de M. Lomellini, de début 1743 à décembre 1745. Il logeait rue Taranne[4]
- Andrea IV Doria-Pamphilj (1747-1820), épouse (1767) Leopolda de Savoie-Carignan
- Cardinal Antonio Doria-Pamphilj (1749-1821), maître camérier de Pie VI, frère puiné du précédent
- Cardinal Giuseppe Doria-Pamphilj (1751-1816), secrétaire d'État de Pie VI, frère cadet du précédent
- Luigi Giovanni Andrea V Doria-Pamphilj (1779-1829), épouse (1808) Teresa Orsini di Gravina
- Filippo Andrea V Doria Pamphilj (1813-1876), maire-adjoint de Rome en 1870 au moment de la réunification des États pontificaux au royaume d'Italie. Il épouse en 1839 Mary Talbot of Shrewsbury.
- Armand Doria (1824-1896), homme politique et mécène et collectionneur d’art français.
- Alfonso Doria-Pamphilj (1851-1914), épouse (1882) Emily Pelham-Clinton of Newcastle
- Filippo Andrea VI Doria-Pamphilj (1886-1958), maire de Rome en 1944, à la Libération.
- Marquis Giacomo Doria (1840-1913)
- Marco Doria, maire de Gênes entre 2012 et 2017.

## Armoiries
L'empereur Henri VII octroya, en 1310, à la famille le droit de porter l'aigle impérial.
| Blason                    | Nom de la famille et blasonnement | Devise |
| ------------------------- | --- | ------ |
| Armoiries des Doria.      | Famille Doria, Coupé d'or sur argent, à l'aigle de sable, couronnée du même, becquée, membrée et languée de gueules, brochant sur le tout. Casque couronné. |        |
| Armoiries de Baude Doria. | Baude Doria, Amiral de Bretagne, Sceau de 1351 Coupé d'or et d'argent, à l'aigle de sable, membré de gueules.                                               |        |

Coupé d’or et d’argent à l’aigle de sable couronnée, becquée et membrée de gueules[réf. nécessaire]